# Kelten

Verbreitung keltischer Völker und Sprachen:
Gebiet der Hallstattkultur im 6. Jh. v. Chr.
Größte keltische Ausdehnung um 275 v. Chr.
Lusitania (keltische Besiedlung unsicher)
Die sechs „keltischen Nationen“ mit keltischen Sprachen in der Neuzeit
Heutiges Verbreitungsgebiet keltischer Sprachen

Als Kelten (altgriechisch Κελτοί Keltoí oder Γαλάται Galátai, lateinisch Celtae oder Galli) bezeichnet man seit der Antike Volksgruppen der Eisenzeit in Europa. Archäologische Funde zeugen von einer ausgeprägten Kultur und hochentwickelten sozialen Struktur dieser Volksstämme.

Verbreitung keltischer Sprachen

## Etymologie
Beim Namen der Kelten dürfte es sich nach dem Zeugnis der Geschichtsschreiber Herodot und Diodor, dann auch Gaius Iulius Caesars und Strabons um eine Eigenbenennung der Bewohner Zentralgalliens handeln. Der Ursprung und die Bedeutung des Namens liegt dabei im Dunkeln. Möglich ist die Ableitung von verschiedenen indogermanischen Wurzeln, darunter *ḱel- ‚verbergen‘, *kel- ,emporragen‘ und *kelh₂- ‚schlagen‘. Die letztgenannte Wurzel ergab ein protokeltisches *kladiwos, von dem vielleicht auch lateinisch gladius herrührt.
Die Namen „Gallier“ und „Galater“ werden dagegen von einer indogermanischen Wurzel *gal- ,stark sein, (physisch) imstande sein‘ abgeleitet, das sich in den inselkeltischen Sprachen als gal ,Macht, Stärke, Tapferkeit‘ erhalten hat. Zum Teil werden aber auch beide Namen als verwandt angesehen und zur Wurzel *gal- gestellt. Die Bedeutung des Ethnonyms wird dementsprechend als „die Mächtigen, Erhabenen, Starken“ oder als „die Hohen, Hervorragenden“ angegeben. Im Falle der Ableitung von *ḱel- ‚verbergen‘ wird eine Form *kltós angenommen, deren Bedeutung in diesem Fall ,Verborgene, Nachkommen des verborgenen Gottes (der Unterwelt)‘ wäre. Laut Caesar führten die Gallier ihre Herkunft auf einen Unterweltsgott („Dis Pater“) zurück.

## Begriffsbestimmung

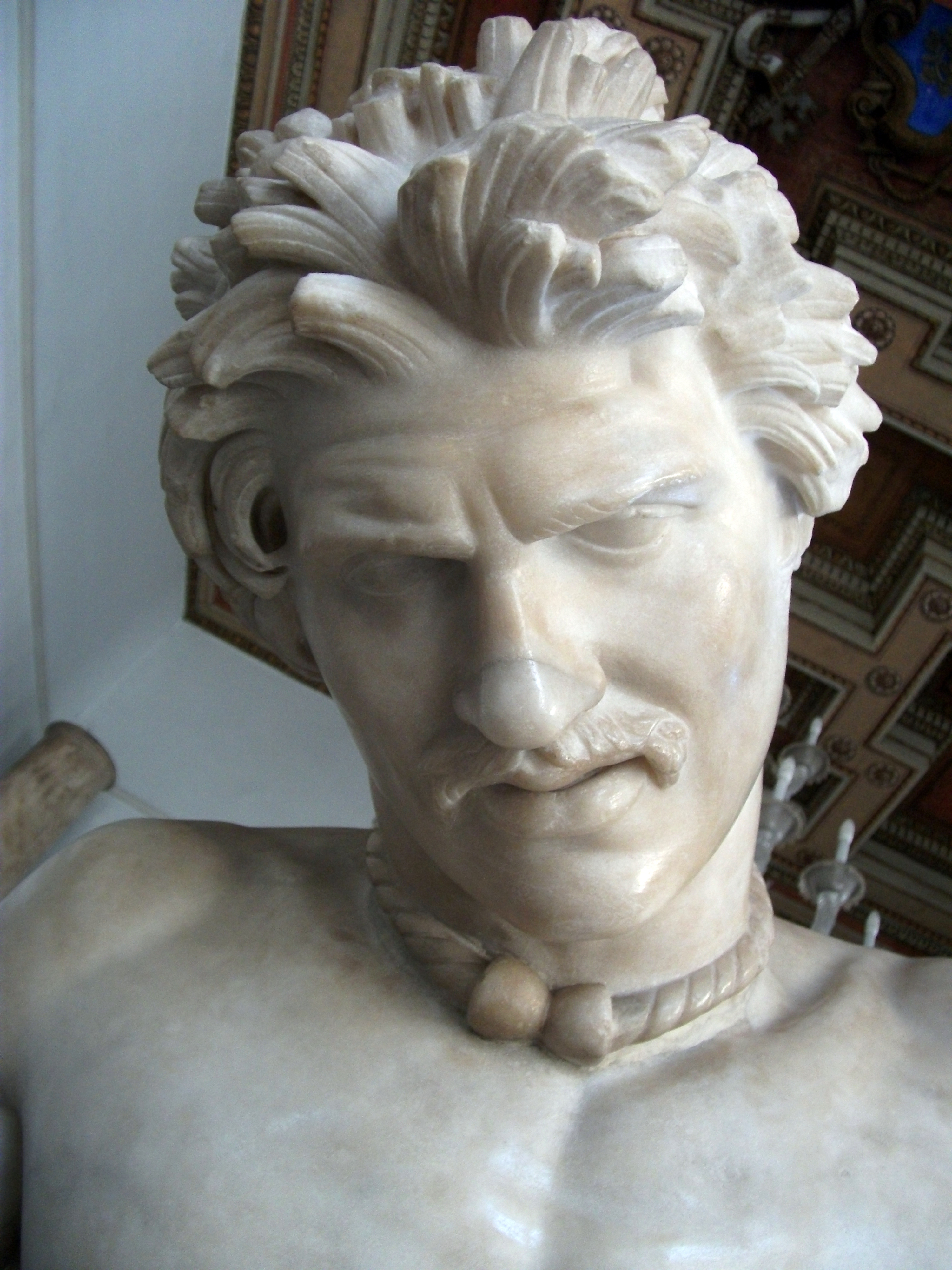
Der Sterbende Gallier, römische Kopie eines hellenistischen Originals (Kapitolinische Museen, Rom): Das verlorene Original war Teil eines Siegesmonuments für Attalos I. (269–197 v. Chr.). Die Statue zeigt einen keltischen Krieger mit typischer Haartracht und Torques.

Der Begriff Kelten geht auf griechische Überlieferungen bei Herodot und anderen Autoren aus dem 6. und 5. Jahrhundert v. Chr. zurück, bei denen Volksstämme von den Quellen der Donau bis zum Hinterland von Massilia (Marseille) als Keltoi bezeichnet werden. Griechische und römische Schriftsteller kannten jeweils nur einen Teil der heute als keltisch angesehenen Stämme. Sie übertrugen die Bezeichnung Kelten auf weitere Stämme und Völker, die sie als zusammengehörend wahrnahmen.
Je nach Fachgebiet oder Sichtweise bezeichnet der Begriff Kelten entweder eine mittel- und westeuropäische Sprachengemeinschaft (sprachwissenschaftliche Definition), Siedlungsgemeinschaften mit einer ähnlichen materiellen Kultur (archäologische Definition) oder Volksstämme mit denselben Gebräuchen und Glaubensvorstellungen (ethnologische Definition). Hinzu kommt die Auffassung, Kelten seien die von Griechen und Römern als keltisch angesehenen Völker.
Die Definitionen der verschiedenen Fachgebiete entsprechen einander nicht vollständig. Erschwert wird die Bestimmung durch das fast vollständige Fehlen von Schriftzeugnissen der als keltisch angenommenen Kulturen aus der Zeit vor der Romanisierung ihrer Siedlungsgebiete. So erschließen sich Kenntnisse über die frühen keltischen Kulturen hauptsächlich über archäologische Funde und einzelne allgemein gehaltene Berichte griechischer und römischer Chronisten.
Sprachwissenschaftler fassen Kelten vor allem als Sprecher keltischer Sprachen auf. Birkhan postuliert: „Kelte ist, wer keltisch spricht.“ Ebenso Rockel: „Die Kelten sind demnach die Sprecher einer der keltischen Sprachen.“ Die keltischen Sprachen bilden eine eigene indogermanische Sprachgruppe.
Die Archäologie sieht bei den keltischen Stämmen vom Norden Spaniens bis nach Böhmen kulturelle Gemeinsamkeiten während der Eisenzeit in Mitteleuropa (8.–1. Jahrhundert v. Chr.). Die kontinuierliche Entwicklung aus den ansässigen bronzezeitlichen Vorgängerkulturen Mitteleuropas, insbesondere der spätbronzezeitlichen Urnenfelderkultur, ist heute zweifelsfrei belegt. Die Kelten werden vor allem mit der Hallstattkultur und der Latènekultur in Zusammenhang gebracht. Die Namen dieser Kulturen leiten sich von zwei Fundorten ab, dem Gräberfeld von Hallstatt am Hallstätter See in Österreich und dem Fundort La Tène am Neuenburgersee in der Westschweiz. An beiden Fundorten wurden Mitte des 19. Jahrhunderts reiche Funde gemacht, die eine erste Chronologie ermöglichten. Einige Autoren verwenden den Begriff Kelten lediglich für die sogenannte klassische keltische Epoche, die ca. 650 v. Chr. beginnt.
Als gesichert kann gelten, dass die Kelten nie ein geschlossenes Volk oder gar eine Nation bildeten, allenfalls kann von zahlreichen unterschiedlichen ethnischen Gruppen mit ähnlicher Kultur gesprochen werden. Es handelte sich um verwandte Volksstämme, die kulturelle Gemeinsamkeiten hatten und sich dadurch von den Nachbarvölkern unterschieden, was zum Beispiel von Römern wie Tacitus in der Germania oder Gaius Iulius Caesar im Gallischen Krieg beschrieben wird.

## Verbreitung

### Archäologische Bestimmung
Archäologisch reichte die weiteste Ausbreitung der materiellen keltischen Kultur von Südostengland, Frankreich und Nordspanien im Westen bis nach Westungarn, Slowenien und Nordkroatien im Osten; von Oberitalien im Süden bis zum nördlichen Rand der deutschen Mittelgebirge. Daneben existieren einzelne latènezeitliche Funde auf dem gesamten Balkan bis nach Anatolien (Siedlungsgebiet der Galater in der heutigen Türkei). Diese Funde sind auf die im 4. Jahrhundert v. Chr. einsetzenden keltischen Wanderungen zurückzuführen.
Die Einbeziehung Südostenglands in das Verbreitungsgebiet der archäologisch als keltisch bezeichneten Kultur ist umstritten. Die dortigen archäologischen Funde der mittleren und späten Eisenzeit (ca. 600–30 v. Chr.) weisen regionale und lokale Eigenheiten auf, die sie stark von den zeitgleichen kontinentalen Funden unterscheiden. Im nordspanischen Galicien fanden sich ebenfalls einige latènezeitliche Fibeln, doch kann dort nicht von einem geschlossenen keltischen Kulturhorizont im Sinne der Latène-Kultur die Rede sein.
Im Süden des keltisch geprägten Gebietes Mitteleuropas grenzte anfangs noch der etruskische, im Osten und Südosten der griechische, thrakische und skythische Kulturbereich an. Große Teile dieser Gebiete gingen später im Römischen Reich und dessen Kultur auf. Nördlich des keltischen Einflussgebiets waren germanische Stämme ansässig. Zu allen genannten Kulturen unterhielten die Kelten intensive kulturelle und wirtschaftliche Beziehungen.

### Sprachwissenschaftliche Belege
Keltische Sprachen lassen sich von Teilen der Iberischen Halbinsel bis Irland im Westen, im Südosten bis in den nördlichen Balkan nachweisen, mit einem späten Ausläufer in Anatolien. Die Nordgrenze zu den Germanen, etwa im Bereich der deutschen Mittelgebirge, ist nicht sicher bestimmt. Südlich der Alpen reicht der keltische Bereich bis in die Po-Ebene. Die Belege für diese sprachwissenschaftliche Deutung sind:
- Das durch antike Quellen belegte ehemalige größte Verbreitungsgebiet keltischer Stämme, zum Beispiel die durch antike griechische und römische Autoren bezeugte Einwanderung keltischer (und thrakischer) Stämme nach Anatolien, vgl. den Brief des Paulus an die Galater.
- Spätantike Belege, wonach in Anatolien ein Dialekt ähnlich wie in der Gegend um Trier gesprochen wurde.
- Wenige sprachwissenschaftliche Belege keltischer Wörter in modernen mittel- und osteuropäischen Sprachen. Diese spiegeln sich zum Beispiel in der Benennung einzelner Stämme oder Gebiete als Gallier in Frankreich, Galicien in Spanien und Galater in Kleinasien wider; Entlehnungen ins Baskische wie iskos ‚Fisch‘.
- Charakteristische keltische Sprachelemente in topographischen Bezeichnungen, beispielsweise Ortsnamen auf -briga und -durum mit den je nach Sprachgegend bewirkten Veränderungen.
- Funde von steinernen Inschriften, Keramikscherben-Graffiti, Münzinschriften und Bleitäfelchen in keltiberischer, lepontischer und gallischer Sprache ab dem 6. Jahrhundert v. Chr., entweder in einer eigenen Schrift (zum Beispiel lepontisches Alphabet von Lugano) oder in fremden Schriften wie der iberischen, etruskischen oder später der lateinischen Schrift.

## Sprache

Keltische Sprachen in der Neuzeit: Verbreitung und Sprecherzahlen

Die keltischen Sprachen werden der westlichen Gruppe der indogermanischen Sprachen zugerechnet. Eine urkeltische Sprache ist nicht überliefert. Zu den ältesten als keltisch eingestuften Sprachdokumenten zählen solche in lepontischer Sprache aus dem 6. Jahrhundert v. Chr. Neben meist kurzen Inschriften aus nicht-vergänglichem Material (Stein, Blei) ist insbesondere der gallischsprachige lunisolare Kalender von Coligny überliefert, der direkt Einblicke in nicht-materielle Aspekte der keltischen Glaubenskultur und des Alltagslebens erlaubt. Bemerkenswerte längere Schriftstücke in keltiberischer Sprache und iberischer Schrift sind zudem die Tafeln von Botorrita aus dem 2. und 1. Jahrhundert v. Chr.
Die festlandkeltischen Sprachen sind durchweg ausgestorben. Auf der Iberischen Halbinsel wurde Keltiberisch gesprochen, das wie das Gallische und Lepontische im Zuge der Romanisierung unterging. In Kleinasien war die schlecht dokumentierte galatische Sprache in der Antike noch anzutreffen.
Inselkeltische Sprachen werden heute noch in Wales (Walisisch oder Kymrisch) sowie in Irland (Irisch, seit 1922 offiziell erste Amtssprache neben dem Englischen), in Schottland (Schottisch-Gälisch in den Highlands und besonders auf den Hebriden) und in der Bretagne (Bretonisch, von Auswanderern von den britischen Inseln im 5. Jahrhundert auf den Kontinent gebracht) gesprochen. Das Manx auf der Isle of Man starb in den 1970er Jahren aus, das Kornische in Cornwall bereits im 18. Jahrhundert. Es gibt aber in jüngster Zeit Bestrebungen, Manx und Kornisch wieder zu lebendigen Umgangssprachen zu machen.

## Geschichte

### Hallstatt-Kultur

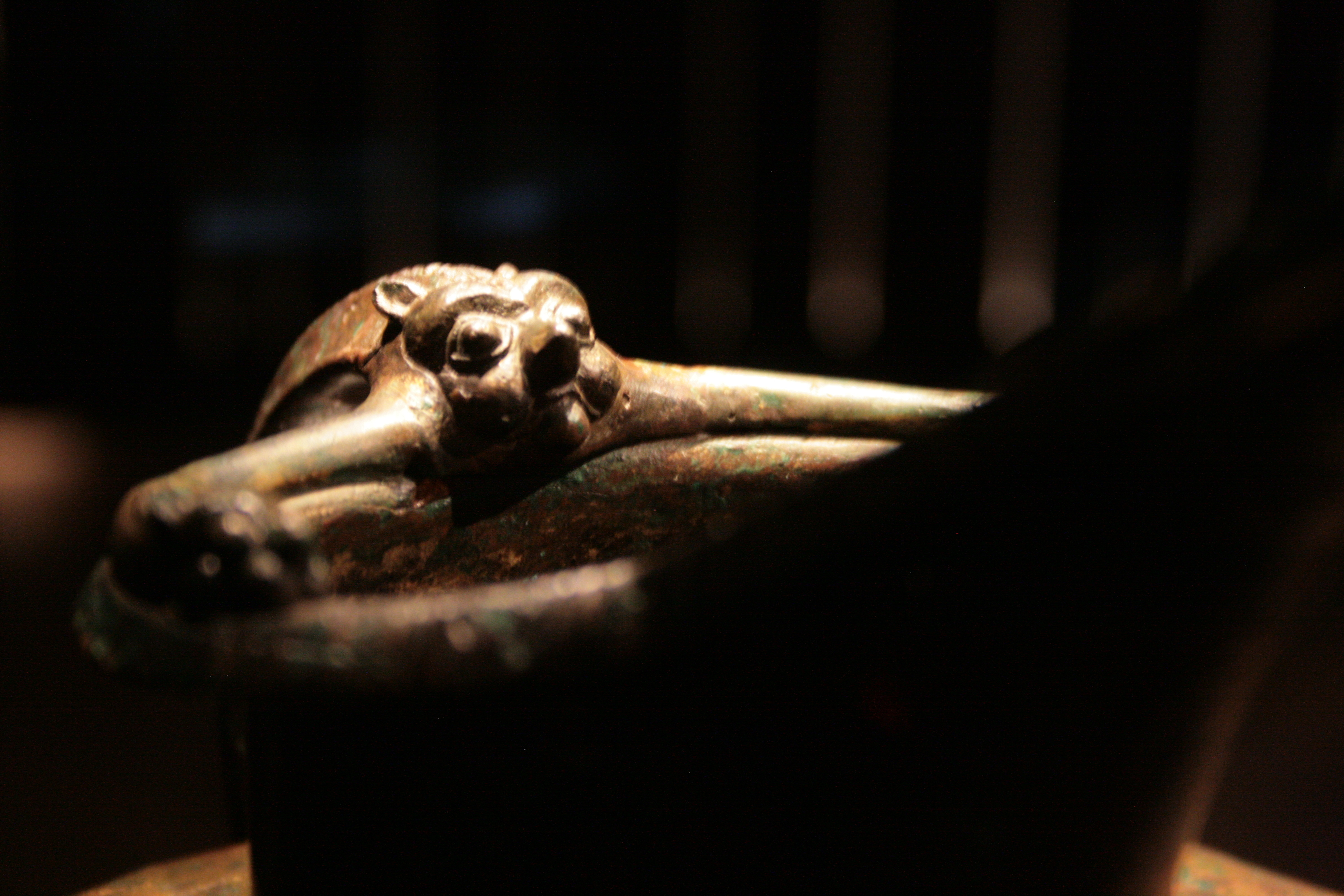
Bronzene Schnabelkanne aus dem Asperger „Fürstengrab“, um 500 v. Chr. (Landesmuseum Württemberg, Stuttgart)

Die Nennung der Kelten und deren Lokalisierung fällt mit der eisenzeitlichen Späthallstattkultur in Mitteleuropa zusammen. Diese Kultur hatte sich seit etwa 800/750 v. Chr. in einer Region zwischen Ostfrankreich und Österreich mit seinen angrenzenden Ländern aus den ansässigen spätbronzezeitlichen Urnenfelderkulturen entwickelt.

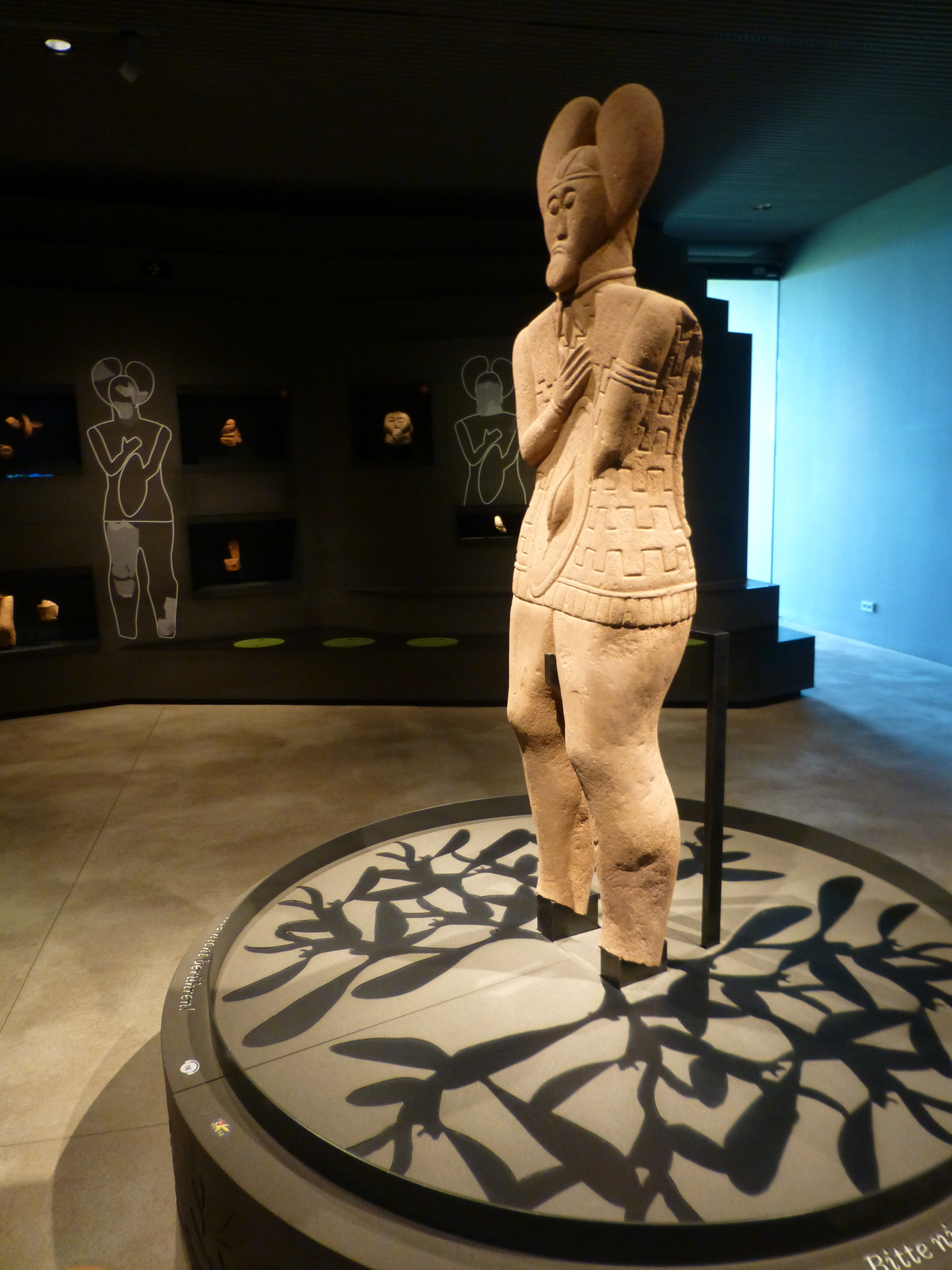
Der Keltenfürst vom Glauberg

Die Hallstattkultur reichte von Slowenien über Österreich, das nordwestliche Ungarn, die südwestliche Slowakei, Tschechien, Süddeutschland, die Schweiz bis nach Ostfrankreich. Der gesamte Bereich wurde 1959 von Georg Kossack in einen Ost- und Westhallstattkreis unterschieden. Der Westhallstattkreis reichte von Ostfrankreich, Mittel- und Süddeutschland über die Schweiz bis nach Mittelösterreich. Der Osthallstattkreis umfasste Nordösterreich, Südmähren, die Südwestslowakei, Westungarn, Kroatien und Slowenien.
Ost- und Westhallstattkreis unterschieden sich vor allem hinsichtlich der Siedlungsweise und der Bestattungssitte. Im Westhallstattkreis herrschten große befestigte Höhensiedlungen vor, die von kleineren, weilerartigen Siedlungen umgeben waren. Im Osthallstattkreis dominierten kleinere befestigte Herrenhöfe. Wurden im Westen wichtige Persönlichkeiten mit Schwert (HaC) oder Dolch (HaD) bestattet, so gab man ihnen im Osten ein Streitbeil mit ins Grab. Im Westen gab es reiche Wagengräber, während der Krieger im Osten mit seiner kompletten Bewaffnung inklusive Helm und Brustpanzer beerdigt wurde.

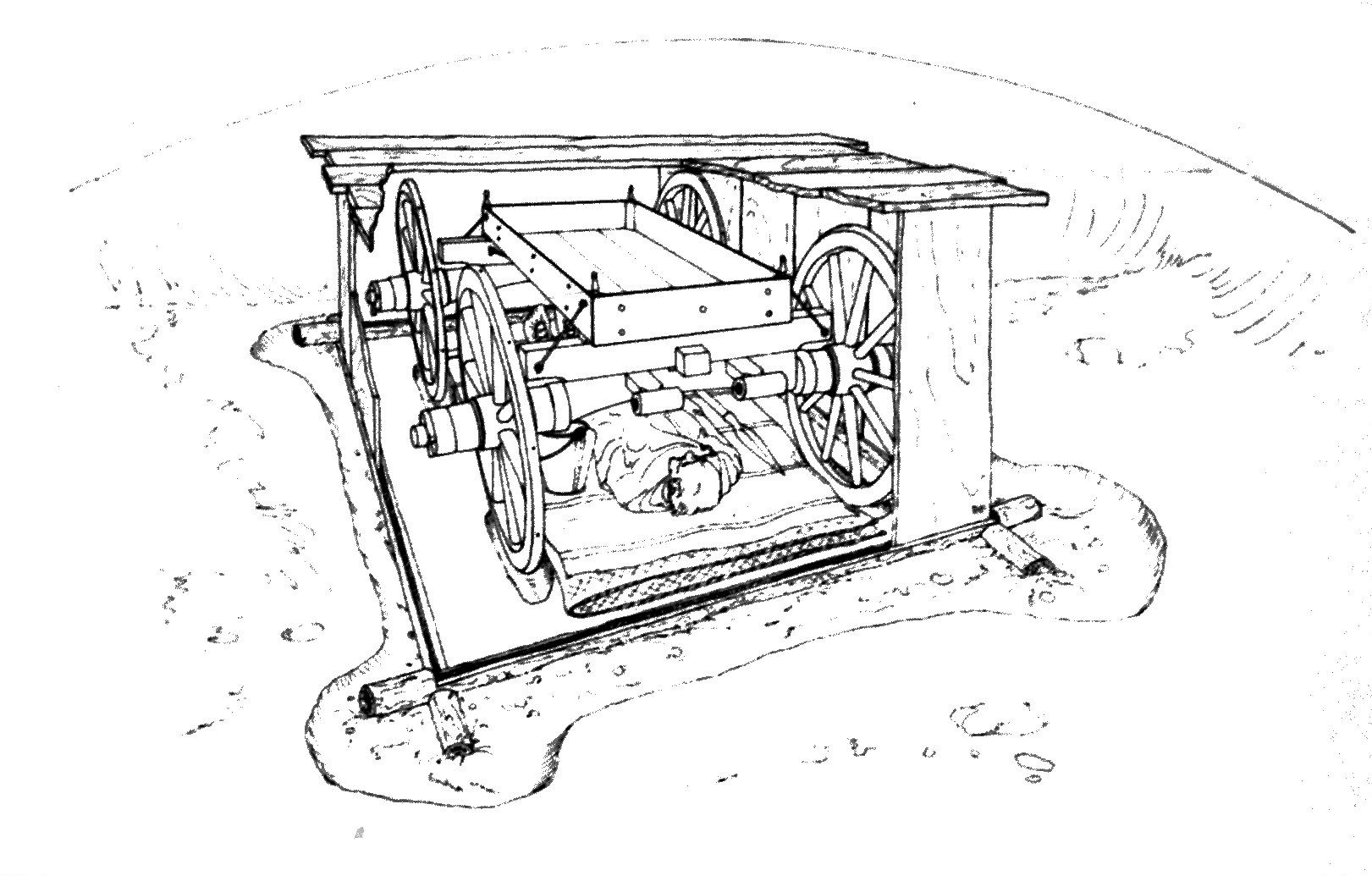
Rekonstruktion des Wagengrabes von Bell, um 500 v. Chr.

Die späte Hallstattkultur (HaD, etwa 650 bis 475 v. Chr.) ist berühmt für ihre reich ausgestatteten Prunk- oder Fürstengräber, die in Süddeutschland (Hochdorf an der Enz), bei Villingen-Schwenningen (Magdalenenberg) und im Burgund (Vix) gefunden wurden, sowie für Panzergräber (Männergräber mit vollen Waffenbeigaben) von Ostbayern bis Slowenien.
Durch zahlreiche Funde sind Kontakte der hallstattzeitlichen Eliten zur südeuropäischen Antike nachgewiesen. Die Herkunft der Importwaren reichte vom westlichen Mittelmeer bis in den Iran. Besonders beliebt waren griechische und etruskische Importwaren.
Auffällige Erscheinungen der Hallstattkultur sind befestigte Höhensiedlungen, die von Ostfrankreich nach Osten – vor allem in der Schweiz und in Teilen Süddeutschlands – gefunden wurden. Besonders bekannt, da gut erforscht, sind der Mont Lassois bei Vix in Frankreich sowie die Heuneburg bei Hundersingen an der Donau in Baden-Württemberg. Da die Höhenbefestigungen häufig griechische Importe aufwiesen und sich in ihrer Umgebung oft sogenannte Fürstengräber befanden, werden sie in der Forschung auch als Fürstensitze bezeichnet. Durch neuere Untersuchungen im Vorfeld der Heuneburg und in Hochdorf wurden allerdings auch unbefestigte Flachsiedlungen aufgedeckt, in denen entsprechende Importe gefunden wurden. Damit wird nun auch in Flachsiedlungen von einer ansässigen Oberschicht ausgegangen.
Enge Handelsbeziehungen zum griechischen Kulturraum, insbesondere zur Kolonie Massilia/Marseille, sind nachgewiesen, wobei die hallstattzeitliche Bevölkerung im heutigen Ostfrankreich entlang der Rhone und der Saône eine Schlüsselposition für die Entwicklung der mitteleuropäischen Hallstattkultur eingenommen haben dürfte.
In der zweiten Hälfte des 6. Jahrhunderts gerieten die Gesellschaften am nördlichen und westlichen Rand der Hallstattkultur zunehmend unter deren Einfluss, übernahmen einen Teil ihrer Sitten und wurden ins hallstättische Beziehungsnetz eingebunden, wobei die Hunsrück-Eifel- und die Champagne-Marne-Region im Westen sowie die Gegend um den Dürrnberg (Hallein) in Österreich bei dieser Entwicklung eine besondere Rolle einnahmen.

### Latène-Kultur
Der Hallstattkultur folgt die Latène-Kultur (ab etwa 480 v. Chr. bis 40/41 v. Chr., je nach Region), deren Kunststile durch mediterrane und osteuropäische Vorbilder (etruskische, griechische und skythische Einflüsse) geprägt sind. Die Latènezeit stellt die letzte Blüteperiode keltischer Kultur dar.
Die Latène-Kultur selbst lässt sich grob in drei Phasen gliedern, die – je nach Region – unterschiedlich deutlich fassbar werden und deren zeitlicher Ansatz regional um etwa ein bis zwei Generationen variieren kann:
1. Frühlatène (um 480 oder 450 bis 300 v. Chr.)
2. Mittellatène (um 300 bis 150 v. Chr.)
3. Spätlatène (um 150 bis nach 50 v. Chr. bzw. regional etwa bis zur Zeitenwende)

#### Frühlatène – Prunkgräberhorizont

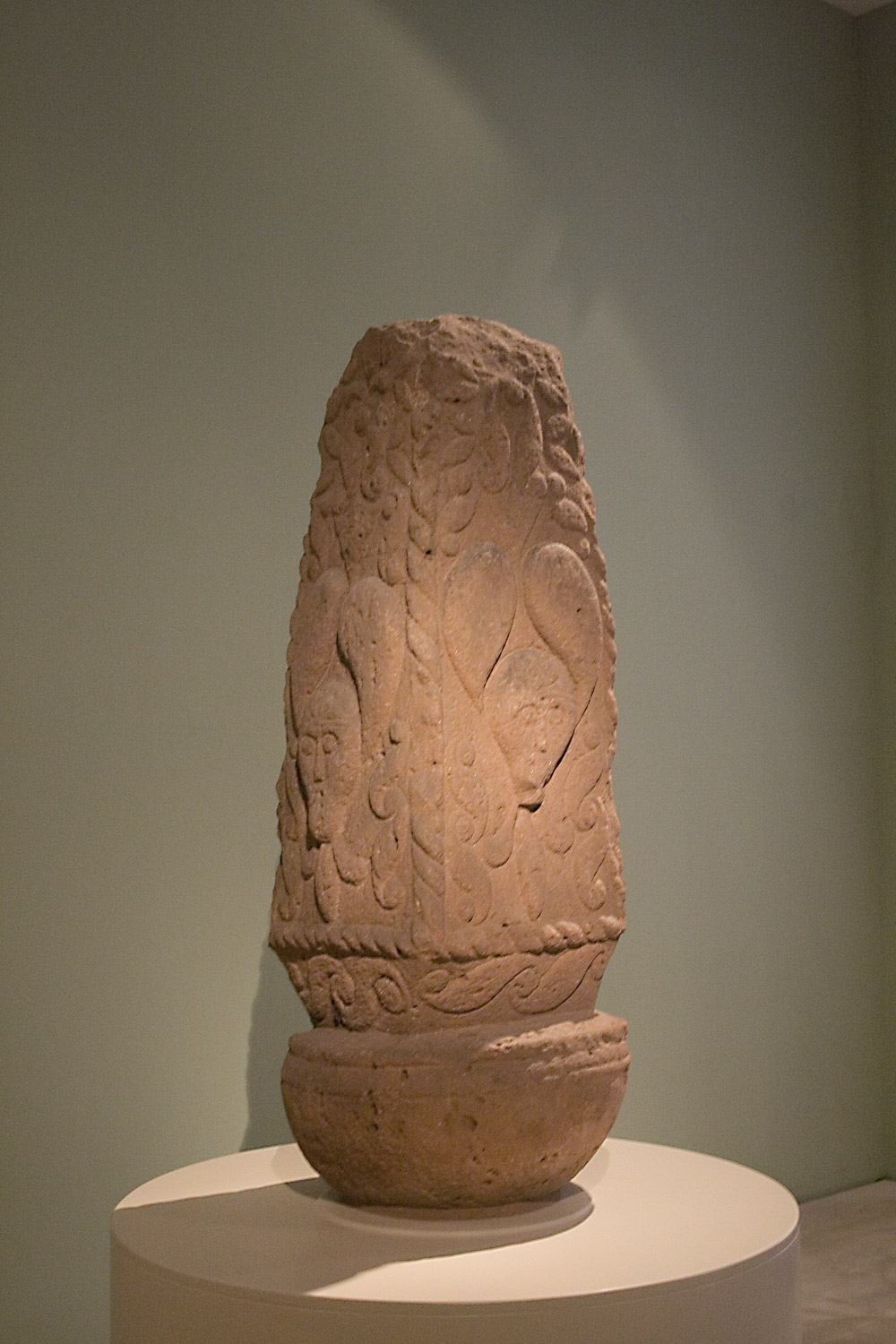
Die Pfalzfelder Säule, um 350 v. Chr. (LVR-Landesmuseum Bonn)

In der Frühlatènezeit setzt sich die Blüte der materiellen Kultur der Hallstattzeit fort, jedoch verschieben sich die kulturellen Zentren aus vielfältigen Gründen aus dem süddeutschen Raum nach Norden, Westen und Osten. Neben kriegerischen Konflikten, für die es keine stichhaltigen Belege gibt, werden Umweltprobleme im Umfeld der hallstattzeitlichen Höhensiedlungen genannt. Eine weitere Theorie geht davon aus, dass die Etrusker – in Konkurrenz zu den griechischen Kolonien in Südfrankreich – alternative Handelsrouten nach Norden und Richtung Atlantik erschlossen und dabei zu einem wirtschaftlichen Aufschwung in der weiteren Mittelrhein- und Champagne-Marne-Region beitrugen. Der neue Reichtum hätte dann für einige Generationen seinen Niederschlag in den Gräbern gefunden. Hinweis auf einen verstärkten Einfluss aus dem Mittelmeergebiet könnte auch der drastische Stilwandel vom eher geometrisch-abstrakten Stil der Hallstattzeit zum stärker naturalistisch-figürlichen Stil der Frühlatènezeit sein.
Aus den Regionen Champagne-Marne, Hunsrück, Eifel und Dürrnberg sind für die Frühlatènezeit zahlreiche sogenannte Prunkgräber bekannt. Auch östlich davon existieren in Franken und Böhmen reich ausgestattete Bestattungen und große befestigte Siedlungen der frühen Latènezeit. Die Bestattungen hochgestellter Personen dieser Zeit weisen reiche Grabbeigaben auf, die sich vor allem durch im Latènestil verzierte Wagen, Schmuck (häufig Gold), Waffen sowie Importe aus dem Mittelmeerraum auszeichnen. Die seit der Hallstattzeit bekannte Sitte, Grabhügel oder Grabbezirke mit Steinen oder Stelen zu kennzeichnen, entwickelte sich in der Frühlatènezeit in seltenen Einzelfällen (am Glauberg) zu fein ausgearbeiteten Statuen mit menschlichen Zügen weiter. Die Statuen vom Glauberg weisen Details auf („Mistelblattkrone“ und „Dolch“), die exakt mit Grabbeigaben von Bestatteten übereinstimmen. Die Statuen können daher als Versuch einer „Abbildung“ des Verstorbenen angesehen werden, deren Funktion über die bloße Kennzeichnung der Grabstätte weit hinausgegangen sein dürfte. Vorbild dieser Statuen könnten griechisch-etruskische Grabmäler sein.
Vor allem in den genannten Frühlatènezentren, aber auch darüber hinaus, wurden zusätzlich zahlreiche Gräber aus anderen sozialen Schichten sowie vereinzelte kleinere Siedlungen ergraben. Gold- und Feinschmiede- sowie Steinmetzarbeiten, aber auch die wenigen erhaltenen Holzskulpturen (Fellbach-Schmiden) im Latènestil zeugen von hoher technischer und künstlerischer Fertigkeit. Gut erforschte Beispiele für Prunkgräber der Frühlatènezeit sind die Gräber vom Glauberg, Waldalgesheim und Reinheim.
Während am West- und Nordrand des keltischen Kulturraumes die Sitte reich ausgestatteter Prunkgräber blühte, setzten weiter südlich und östlich die keltischen Wanderungen ein. Obwohl die Zeit der keltischen Wanderungen meist mit der Mittellatènezeit gleichgesetzt wird, begannen erste Wanderungsbewegungen schon früher. Hierin werden wahrscheinlich regionale Unterschiede deutlich.

#### Mittellatène und keltische Wanderungen

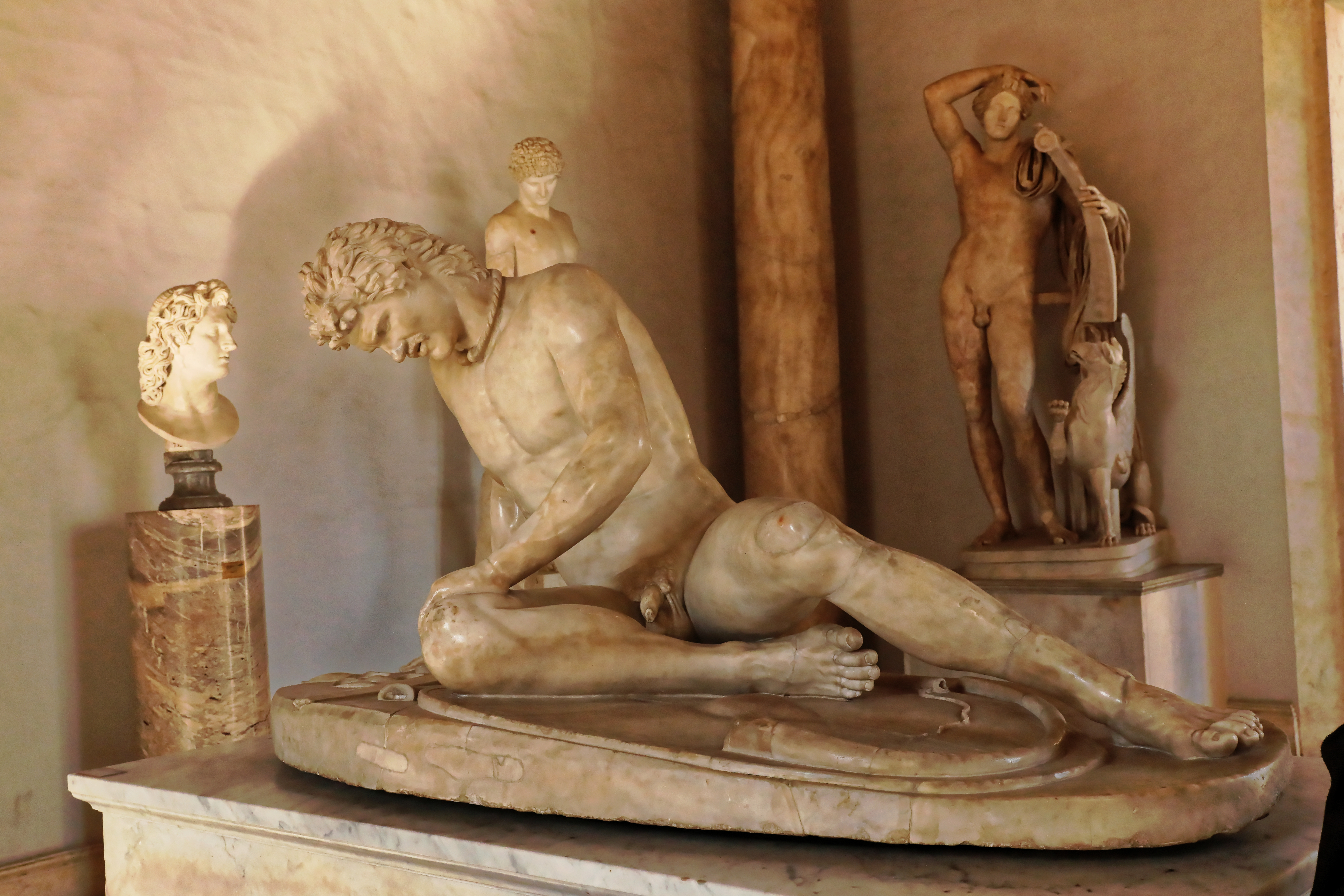
Der Sterbende Gallier, römische Kopie eines hellenistischen Originals, um 225 v. Chr.

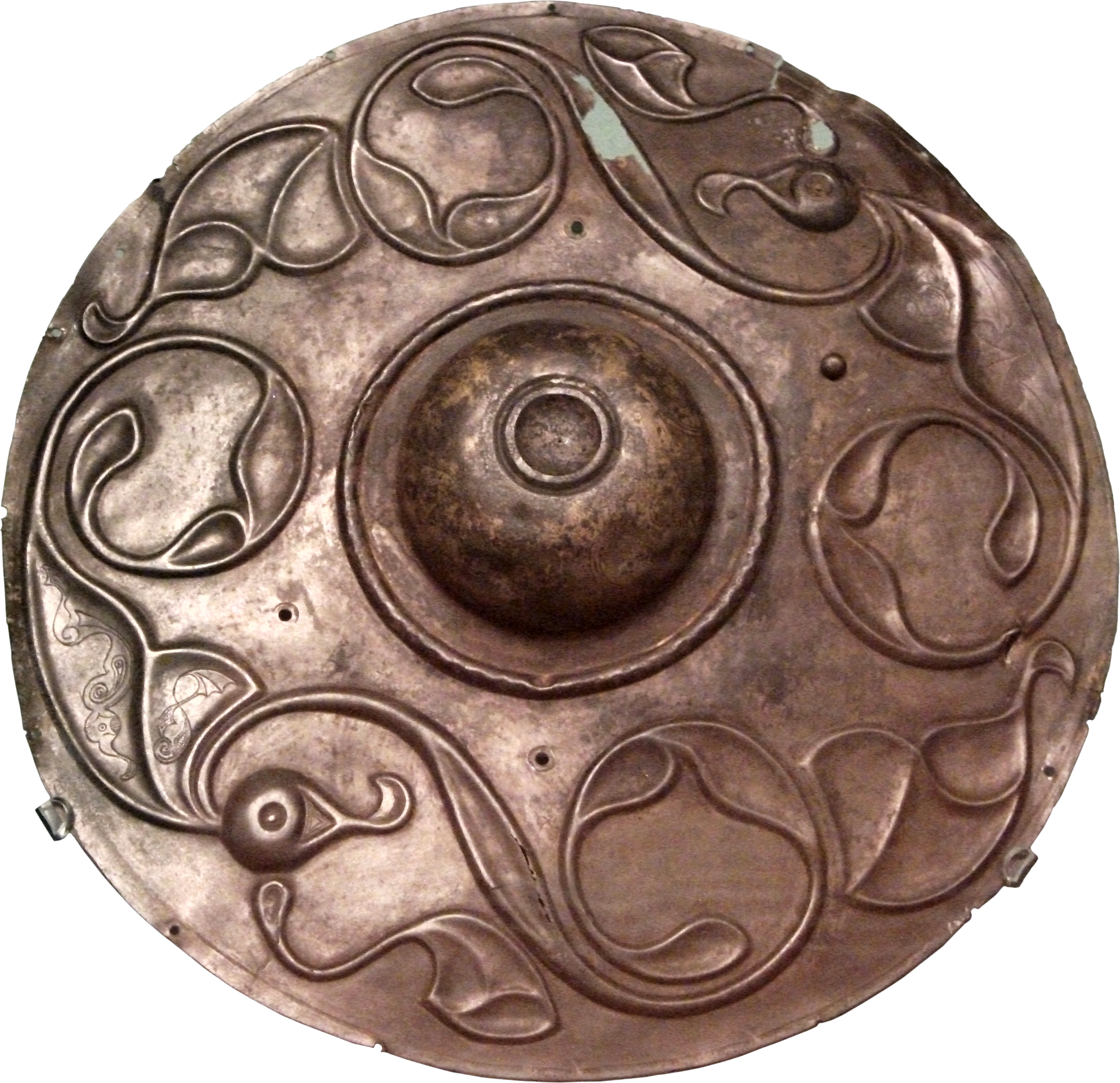
Der Wandsworth-Schild im Latène-Stil, um 200 v. Chr. (British Museum, London)

Erste Aufenthalte von keltischen Einwanderern im damals vor allem etruskisch geprägten Oberitalien sind ab dem 6. Jahrhundert v. Chr. nachweisbar. Während der ab dem 5. Jahrhundert v. Chr. einsetzenden Wanderungswellen wird die keltische Kultur auch in Nordspanien und Portugal fassbar, wobei hier kein Verdrängen ortsansässiger Kulturen nachgewiesen werden kann. Ein allmähliches Annehmen mitteleuropäischer Kulturelemente durch die ansässigen Gesellschaften ist weit wahrscheinlicher. Die in Nordspanien und Portugal lebenden Menschen der späten Eisenzeit werden deshalb auch als Keltiberer bezeichnet. Keltische Gruppen ließen sich daneben in Oberitalien und der Po-Ebene nieder, von wo aus sie zu Beginn des 4. Jahrhunderts v. Chr. Rom angriffen. Die Belagerung Roms unter dem keltischen Heerführer Brennus (wahrscheinlich 387/386 v. Chr.) hinterließ bei der späteren Weltmacht ein lang anhaltendes Trauma.
Andere Stämme drangen über Südosteuropa und den Balkan bis nach Griechenland und Kleinasien vor (keltische Südostwanderungen). 279 v. Chr. stießen keltische Gruppen unter der Führung eines ebenfalls Brennus genannten Heerführers (Brennus wird daher eher als Titel denn als Name angesehen) nach Delphi vor, wurden aber schließlich zurückgeschlagen. Ein Stammesteil ließ sich letztlich in Zentralanatolien nieder und wurde unter der Bezeichnung Galater noch Jahrhunderte später im Neuen Testament erwähnt (Brief des Paulus an die Galater).
Gleichzeitig blieben Teile der Stämme aber in ihren angestammten Regionen in Mitteleuropa sesshaft. Darauf deuten die – wenn auch gegenüber der vorhergehenden Früh- und nachfolgenden Spätlatènezeit viel selteneren – archäologischen Funde. Je nach Region schwankt die Funddichte sehr. Während die Mittlere Latènezeit in einigen Regionen klar nachgewiesen werden kann, fehlen Funde in anderen Regionen weitestgehend. Vor allem in Süddeutschland und im nördlichen Alpenraum ist – so der momentane Forschungsstand – während der Mittleren Latènezeit ein deutlicher Siedlungsrückgang wahrscheinlich.
Nicht nur die Zahl, sondern auch die Art der Funde unterscheiden sich stark von denen der Frühlatènezeit: Fürstengräber und große befestigte Höhensiedlungen verschwinden fast vollständig. An ihre Stelle treten vergleichsweise einfache, fast ärmlich ausgestattete Gräber und kleinere, wenig strukturierte Siedlungen. Dabei ist in Regionen, in denen Gräber vorhanden sind, immer noch eine örtliche oder regionale Oberschicht nachweisbar, die jetzt jedoch nur noch unscheinbare Teile ihres Besitzes mit in die Gräber bekommt (Pars-pro-toto-Sitte).

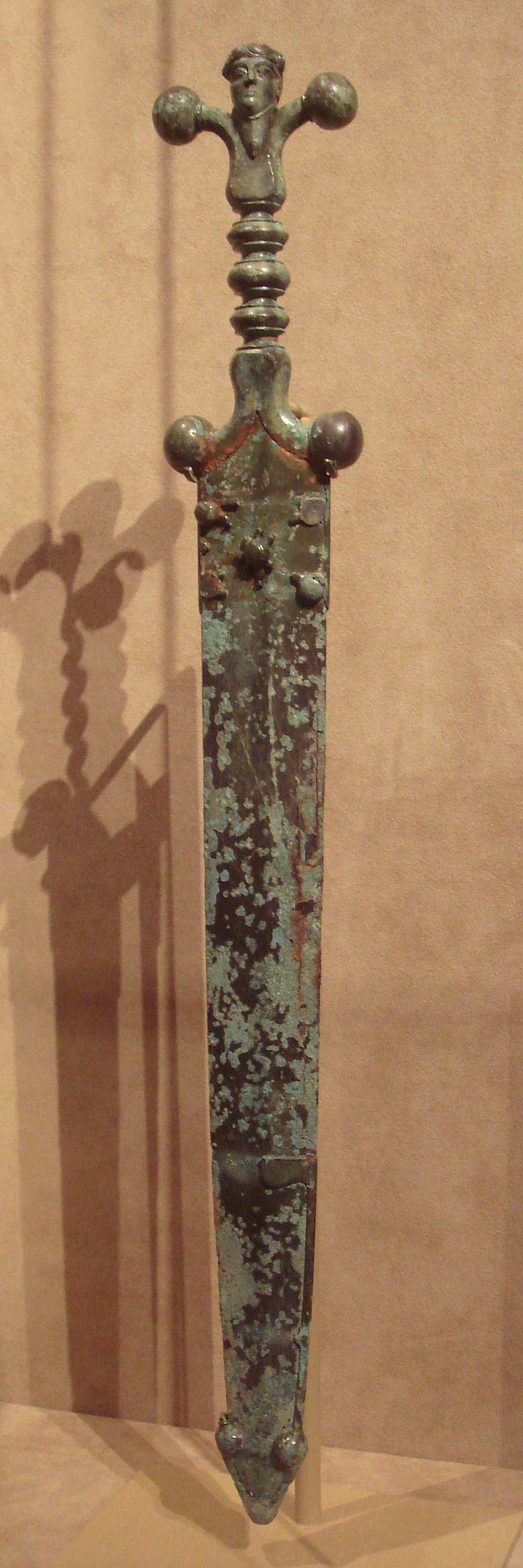
Keltisches Schwert, etwa 60 v. Chr. (Metropolitan Museum of Art, New York)

Gegen Ende der Mittleren Latènezeit setzt eine Rückwanderung von keltisch geprägten Bevölkerungsteilen in die Regionen nördlich der Alpen ein. Wahrscheinliche Ursache hierfür sind vernichtende Siege der zu den Alpen vordringenden Römer über verschiedene keltische Stämme in Oberitalien. Einige Forscher nehmen an, dass die nachfolgende Kultur der Spätlatènezeit von keltischen Rückwanderern aus Oberitalien entscheidend beeinflusst wurde. Diese hatten mehrere Generationen lang in Oberitalien gelebt und waren dort mit der hochentwickelten Stadtkultur der späten Etrusker, griechischen Einflüssen und der sich auf dieser Basis neu formierenden frührömischen Kultur in Kontakt gekommen. Gleichzeitig sind seit der späten Mittellatènezeit auch keltische Einflüsse auf die römische Kultur, wie im Bereich der Waffentechnik und im Wagenbau, nachweisbar.

#### Spätlatène – Oppidakultur
Ab der zweiten Hälfte des 3. Jahrhunderts v. Chr. wurden vom Osten und Süden ausgehend auch im Bereich des Alpenvorlandes bis hinauf zum nördlichen Rand der deutschen Mittelgebirge wieder große befestigte Siedlungen, sogenannte Oppida gegründet. Die Bezeichnung Oppida geht dabei auf römische Schilderungen beispielsweise bei Julius Caesar zurück und wird zumeist nur auf Siedlungen der Spätlatènezeit angewandt. Ähnlich wie die großen befestigten Siedlungen der späten Hallstatt- und Frühlatènezeit weisen diese Oppida stadtähnliche Strukturen auf und konnten in Einzelfällen beträchtliche Einwohnerzahlen (5.000 bis 10.000 Einwohner) erreichen. Als Beispiele für diese Siedlungen können das Oppidum auf dem Staffelberg in Oberfranken, das Oppidum von Manching in Oberbayern, das Oppidum Finsterlohr in der Nähe von Creglingen, das Heidetränk-Oppidum im Taunus, die Ringwallanlage auf dem Dünsberg bei Gießen, der Ringwall von Otzenhausen bei Nonnweiler, die Heidenmauer bei Bad Dürkheim, der Donnersberg in der Nordpfalz und weitere gelten. Die keltische Oppidakultur erlebte ab Ende des 2. bis ins späte 1. Jahrhundert v. Chr. ihre Blüte, wobei sie aufgrund ihrer gesellschaftlichen und wirtschaftlichen Differenzierung, hochentwickelter Handwerks- und Kunstfertigkeit sowie des Fernhandels die Stufe zur Hochkultur erreichte. Lediglich das Fehlen einer allgemeinen Schriftlichkeit steht dieser Bezeichnung entgegen. Aufgrund antiker Schilderungen in römischen und griechischen Quellen darf man jedoch von einer hochentwickelten Kulturtechnik der exakten Weitergabe mündlichen Wissens im Bereich der keltischen Stämme ausgehen. Wohl aus kultischen Gründen scheinen die Kelten bewusst auf schriftliche Aufzeichnungen weitestgehend verzichtet zu haben. Aus Funden der Spätlatènezeit kann währenddessen auf eine zunehmende Schriftkundigkeit der keltischen Oberschicht geschlossen werden. Die späten Kelten haben ihre Toten nicht mehr bestattet, sondern in die Bäume gehängt, vielleicht auf Totenbetten platziert, sogenannte Himmelsbestattungen.
Im Bereich der nördlichen rechtsrheinischen Mittelgebirge, der sogenannten Kontakt- oder Zwischenzone, war eine germanisch-keltische Mischkultur entstanden, insbesondere in Gestalt des Stammes der rechtsrheinischen Ubier. Die Ubier waren nach Cäsar der einzige Germanenstamm, der bereits „zivilisiert“ war, und sie verfügten bereits über befestigte Plätze, sog. Oppida und Wehrburgen („Ubiis imperat, ut pecora deducant suaque omnia ex agris in oppida conferant“). Die Ubier waren damit in ihrer Lebensart den Kelten ähnlich, möglicherweise keltisierte Germanen oder jedenfalls Germanen die keltische Lebensgewohnheiten pflegten. Die Ubier lebten im nördlichen Teil der deutschen Mittelgebirge, und damit in dem Gebiet, welches als Kontakt- oder Zwischenzone der keltischen und germanischen Kulturen gilt, und welches um 275 v. Chr., zur Zeit der nördlichsten Ausdehnung der keltischen Laténekultur, keltisch besiedelt oder jedenfalls stark keltisch beeinflusst war.
Die größte Ausbreitung erreichten die keltischen Stämme um 200 v. Chr. Im Nordwesten ihrer Siedlungsgebiete, d. h. im weitesten Sinn im Bereich der nördlichen, rechtsrheinischen Mittelgebirge, verschwand die keltische Kultur nach und nach während des 1. Jahrhunderts v. Chr. wohl als Folge des Vorrückens germanischer Stämme nach Süden. 

#### Kelten und Römer – gallorömische und norisch-pannonische Kultur
Völlig anders gestaltet sich die Situation im römischen Einflussbereich: Nach Eroberung des nördlichen Voralpenraums durch die Römer (Galliens unter Gaius Iulius Caesar und Raetiens unter Augustus) konnten zunächst große Teile der keltischen Kultur in Gallien, zu dem das heutige Saarland und die linksrheinischen Gebiete von Rheinland-Pfalz gehörten, weiterbestehen, desgleichen südlich der Donau in den nun römischen Provinzen Raetia, Noricum und Pannonien sowie in einer Übergangszone zwischen römischem und germanischem Einflussbereich, die vom Taunus und der unteren Lahn über das nördliche Hessen bis ins nördliche Bayern reichte. In den von den Römern eroberten Gebieten verschmolzen nach der Zeitenwende mit zunehmender Romanisierung keltische und römische Kulturelemente zur relativ eigenständigen gallorömischen Kultur im Westen und der norisch-pannonischen Kultur im Osten. Einzelne Elemente der keltischen Kultur lebten dort bis in die Spätantike fort.

#### Das Ende der gallorömischen und norisch-pannonischen Kultur
Mit dem Einsetzen von Einfällen germanischer Stämme in die nordalpinen Provinzen des Römischen Reiches ab Beginn des 3. Jahrhunderts n. Chr. verdrängen östlich des Rheins und südlich der Donau germanische Einflüsse mehr und mehr die gallorömische und norisch-pannonische Kultur. Durch die nachfolgende weitgehende Übertragung der Verteidigung der nördlichen Reichsgrenze des Imperiums an germanische Söldner, die schrittweise Evakuierung der norisch-pannonischen Bevölkerung Richtung Italien und Byzanz sowie die zunehmende Ausbreitung germanischer Stämme bis nach Italien, Spanien und über die Grenzen des oströmischen Reiches hinaus geht noch vor dem Ende des weströmischen Reiches 476 n. Chr. die norisch-pannonische Kultur weitgehend in der Kultur der von Norden vorrückenden Germanenstämme auf. Im Bereich der Provinz Pannonien können sich letzte Reste der norisch-pannonischen Kultur noch für wenige Jahre erhalten, verschwinden jedoch spätestens zu Beginn des 5. Jahrhunderts mit der endgültigen Einnahme der römischen Provinz Pannonien durch die Hunnen.
Linksrheinisch kam es zwar Mitte des 3. Jahrhunderts n. Chr. zu ersten Plünderungszügen germanischer Gruppen. Nach Aufgabe des Limes um 260 und Verlegung der Grenze an den Rhein konnten die Provinzen trotz wiederholter germanischer Überfälle relativ stabilisiert und noch bis zum Ende des weströmischen Reiches gehalten werden. In der ersten Hälfte des 4. Jahrhunderts erlebten die linksrheinischen Provinzen und damit die gallorömische Kultur mit der Etablierung Triers als Kaiserstadt eine letzte Blüte und Stabilität. Ein Bevölkerungsrückgang auf dem Land ist wahrscheinlich, aber in den befestigten Orten südlich einer Linie Köln – Boulogne-sur-Mer blieb die gallorömische Bevölkerung ansässig.
Seit dem 3. Jahrhundert waren nördlich dieser Linie fränkische Gruppen angesiedelt worden, deren Oberhäupter nach und nach Führungspositionen im spätrömischen Heer einnahmen. Es folgten Einwanderungen fränkischer Familien in die gallorömischen, jetzt romanisch genannten Gebiete, die wahrscheinlich mehr und mehr die Oberschicht bildeten, die einheimische Bevölkerung aber nur überlagerten, nicht verdrängten. Nach dem Ende des weströmischen Reiches konnten die fränkischen Könige, die sich in der Nachfolge des Römischen Reiches sahen, am Rhein und in Gallien auf die von Gallo-Römern (Romanen) getragenen lokalen und regionalen Verwaltungsstrukturen, die teilweise noch funktionierten, zurückgreifen. Im Westen wurden die fränkischen Neusiedler nach und nach romanisiert, während im Osten bis zum Rhein die romanische, im Ursprung gallorömische Bevölkerung in den folgenden zwei Jahrhunderten zunehmend germanisiert wurde, also die Sitten und Sprache der zugezogenen Franken mehr und mehr übernahm. Das in römischer Zeit eingeführte Christentum überstand in den meisten Regionen südlich der oben genannten Linie den Kulturwandel. Letzte Reste der gallorömischen Kultur hielten sich in der Moselregion durch sprachliche Sonderformen und Sitten bis ins Hochmittelalter.
Zwischen Mittelrhein und Alpen gehen zahlreiche Orts-, Gelände- und Gewässernamen auf keltische Bezeichnungen zurück und zeugen von einem gewissen Maß der Übernahme keltischer Kultur- und Sprachelemente der neu entstandenen Bevölkerungsgruppen während und nach der Völkerwanderungszeit. Hierin kann jedoch keine bis heute anhaltende Kontinuität einer keltischen Bevölkerung in diesen Regionen abgeleitet werden.

### Archäologie

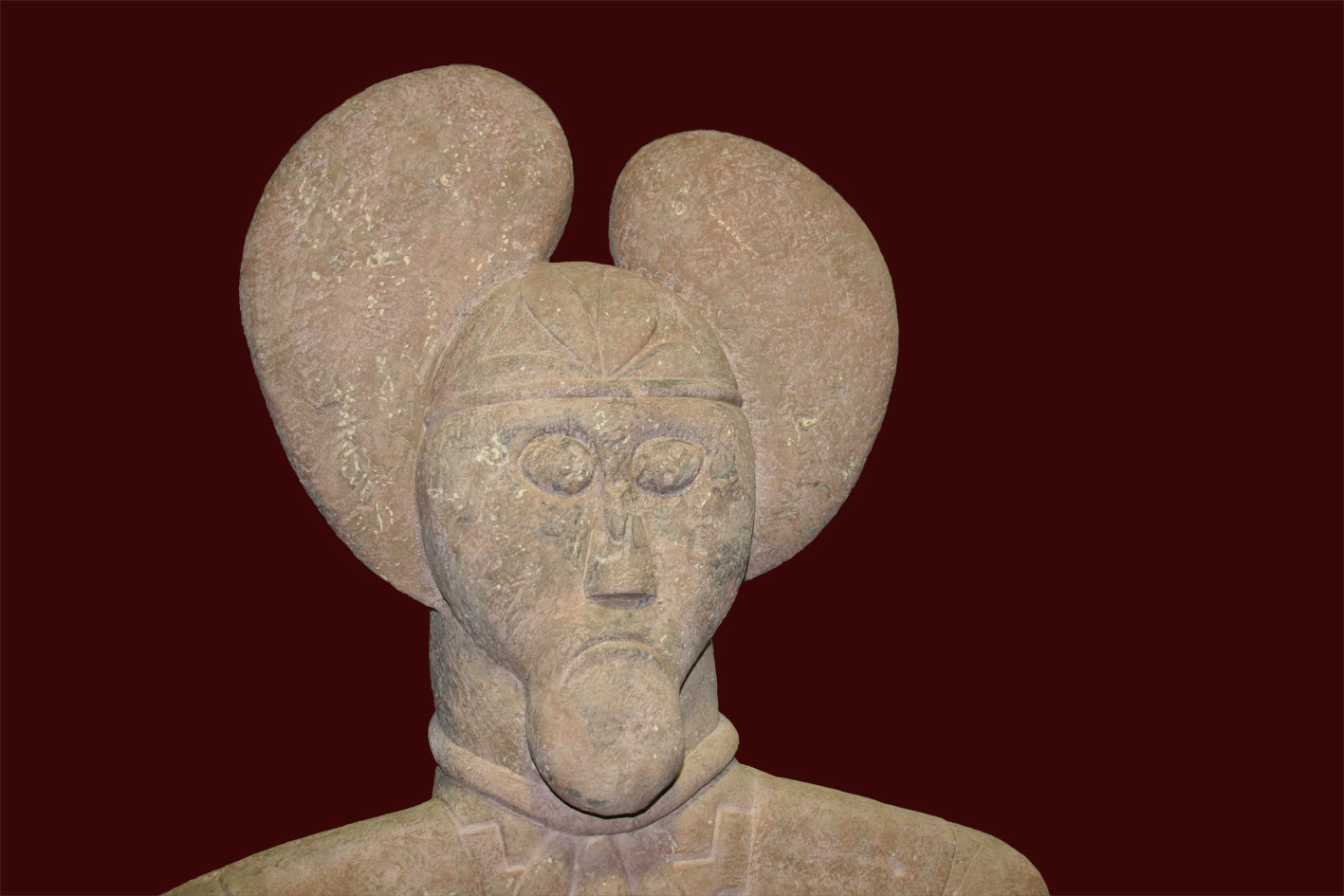
Der Keltenfürst vom Glauberg (Detail)

### Druiden

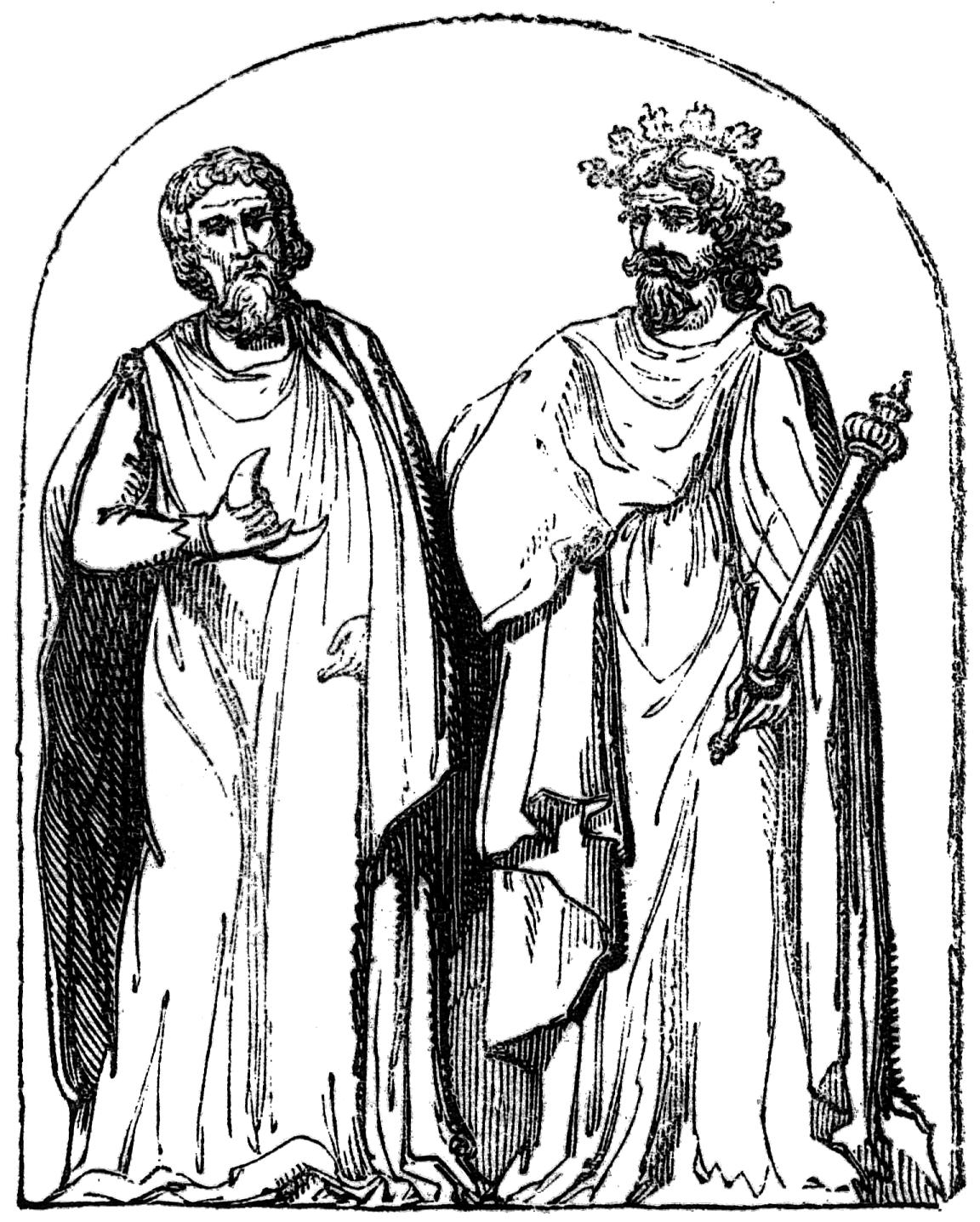
Druiden, Basrelief aus Autun

### Die Rolle der Frau

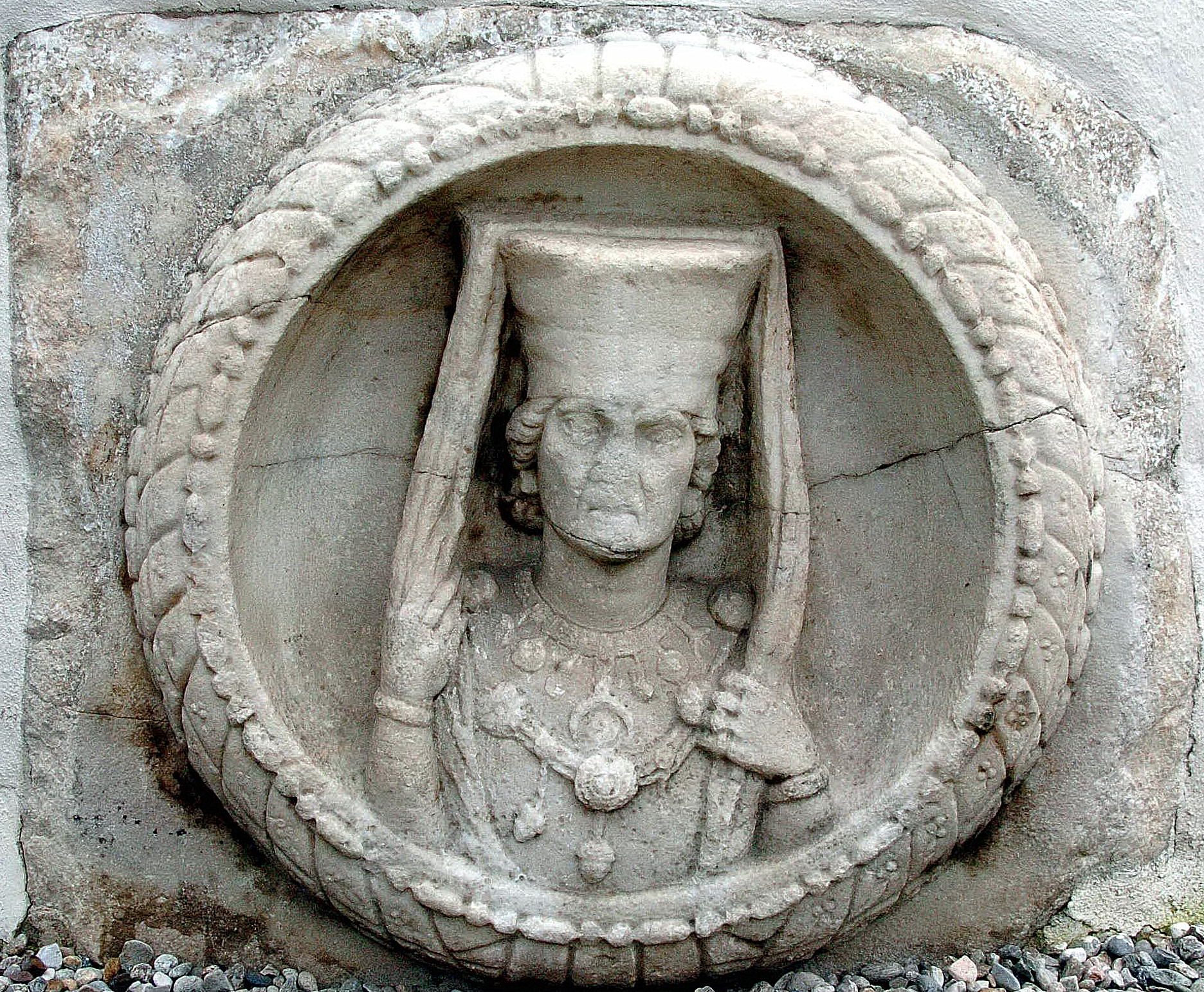
Porträt einer festlich geschmückten Keltin (Grabrelief, Außenwand der Kirche in Klagenfurt-Lendorf)
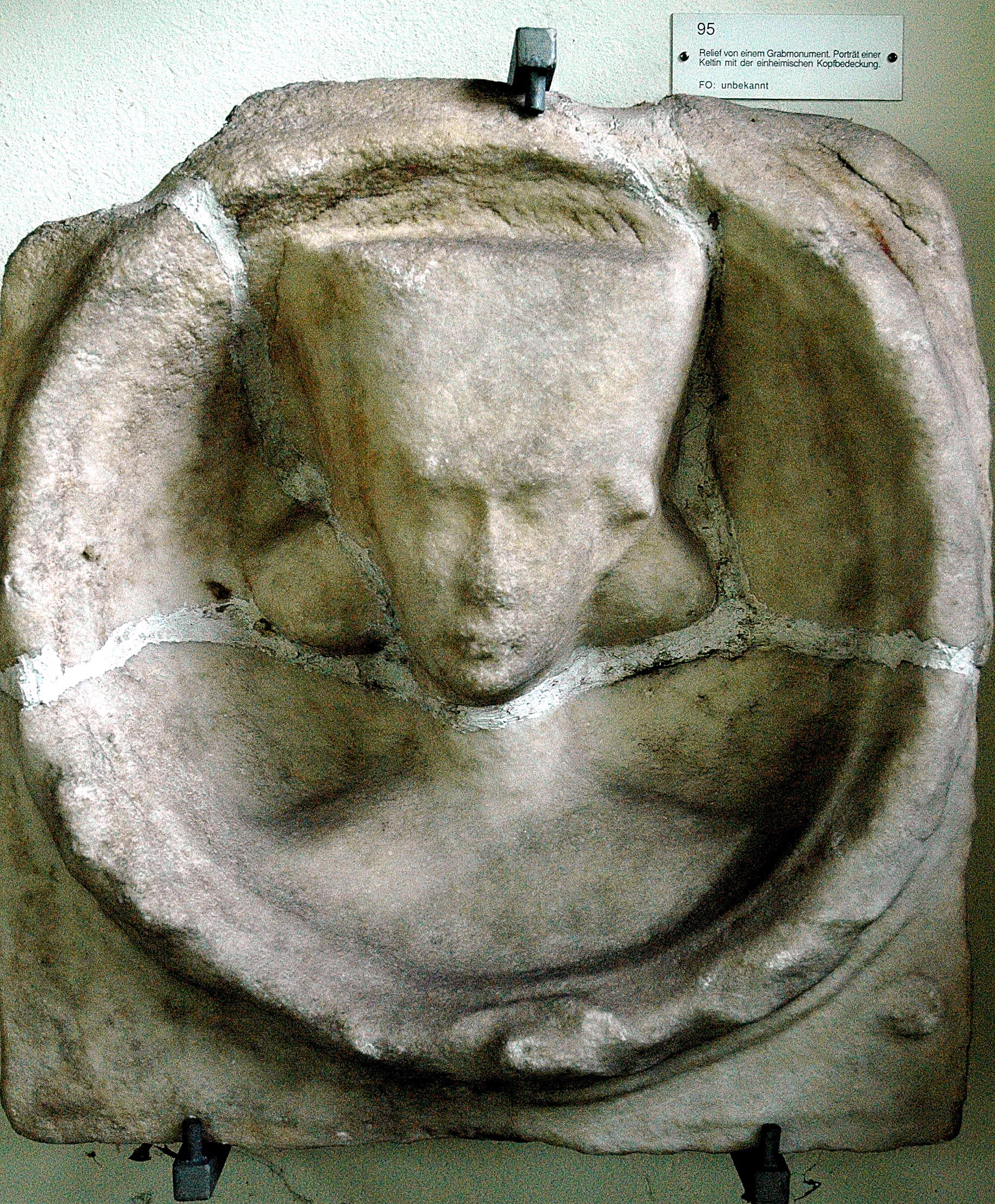
Porträt einer Keltin mit typischer Kopfbedeckung (Grabrelief, Lapidarium Landesmuseum Kärnten)

### Religion

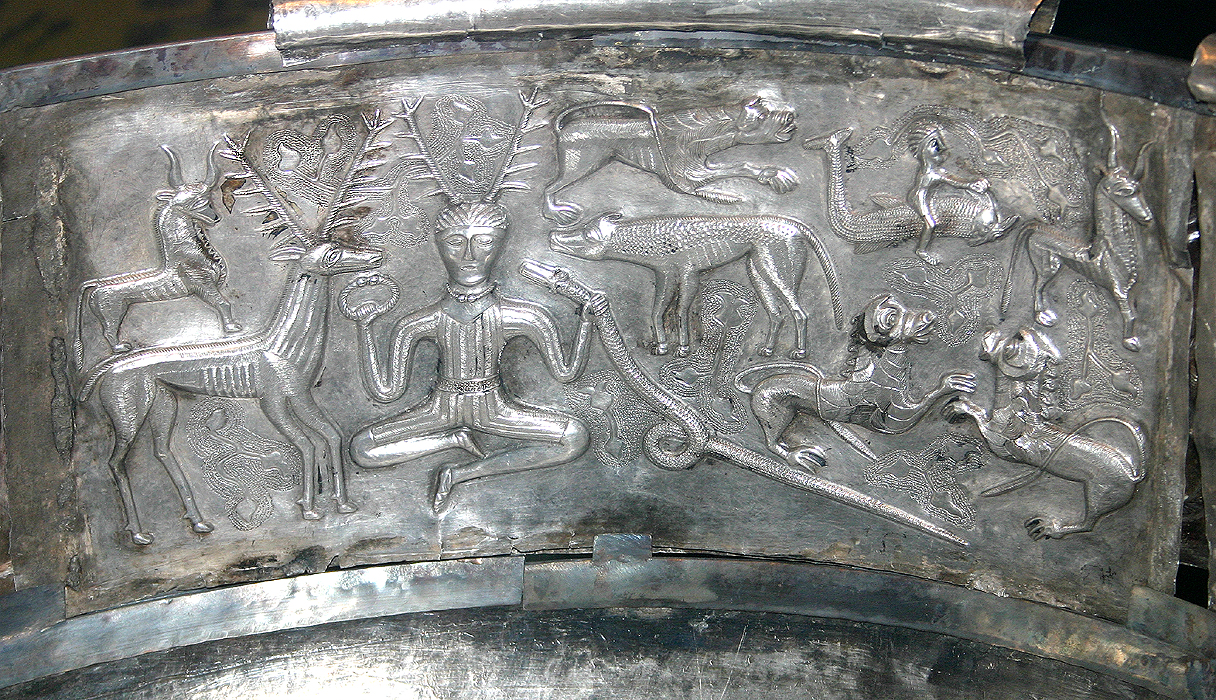
Detail des Gundestrup-Kessels mit der Darstellung eines gehörnten Gottes oder Priesters, Latènezeit

## Handel

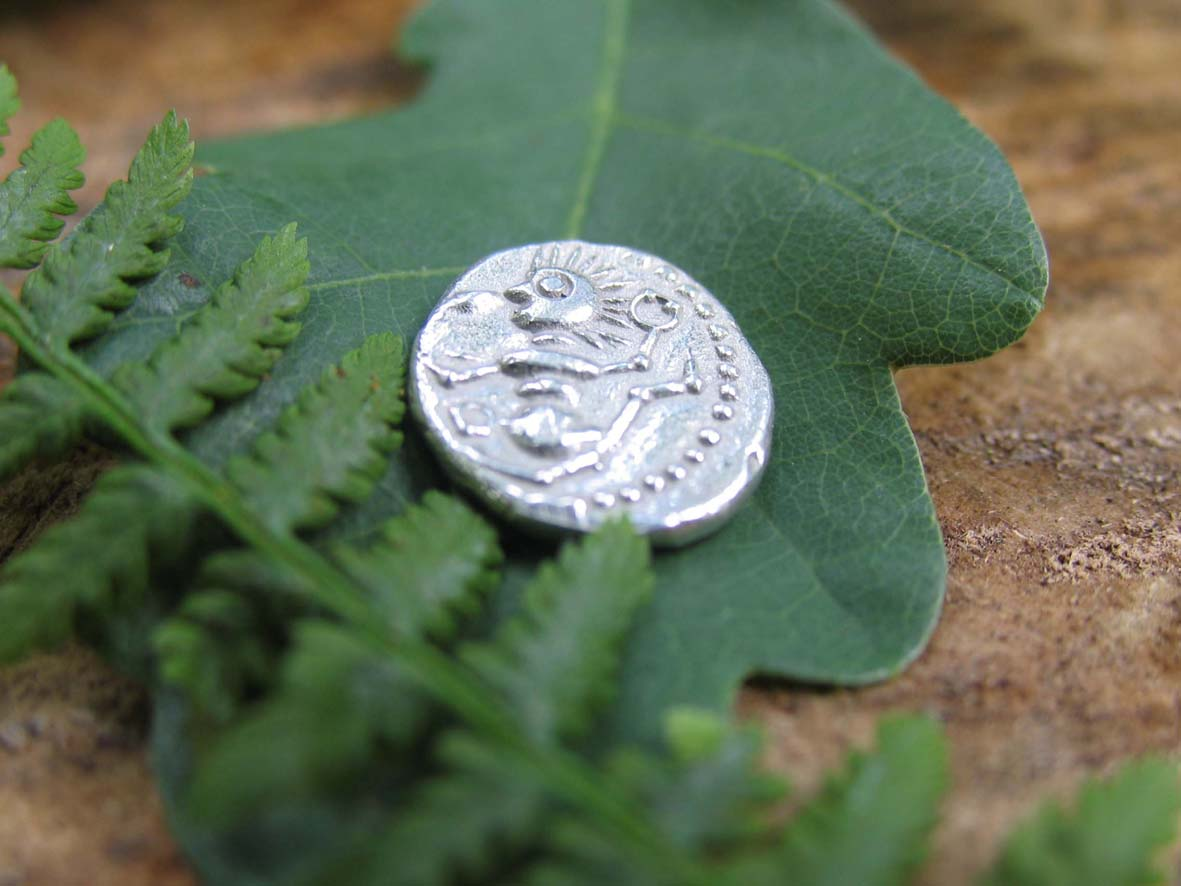
Keltische Silbermünze vom Dünsberg, so genanntes Tanzendes Männlein. Replikat

## Siedlungen

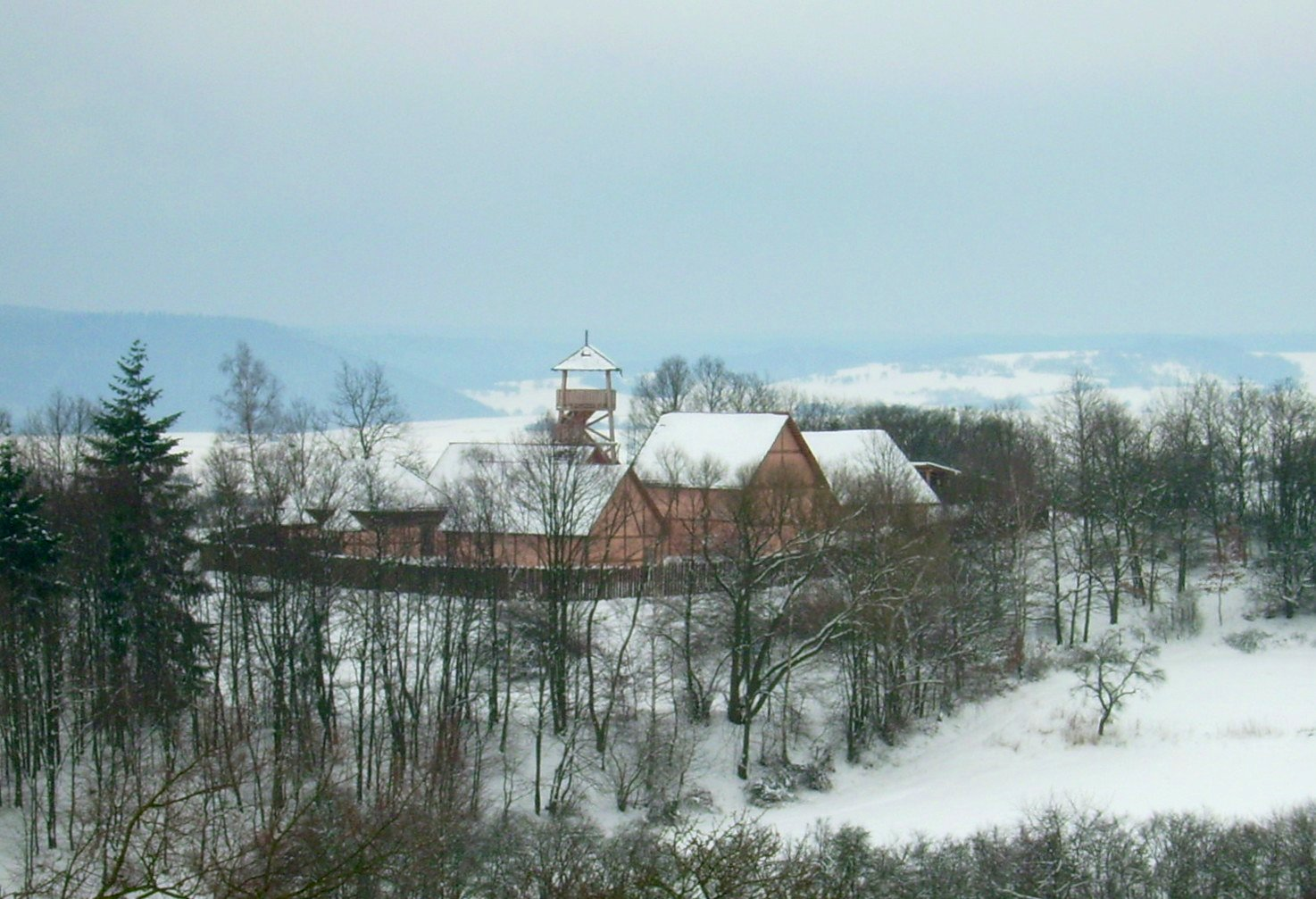
Rekonstruktion eines Keltendorfes bei Steinbach am Donnersberg

## Kunst und Kultur

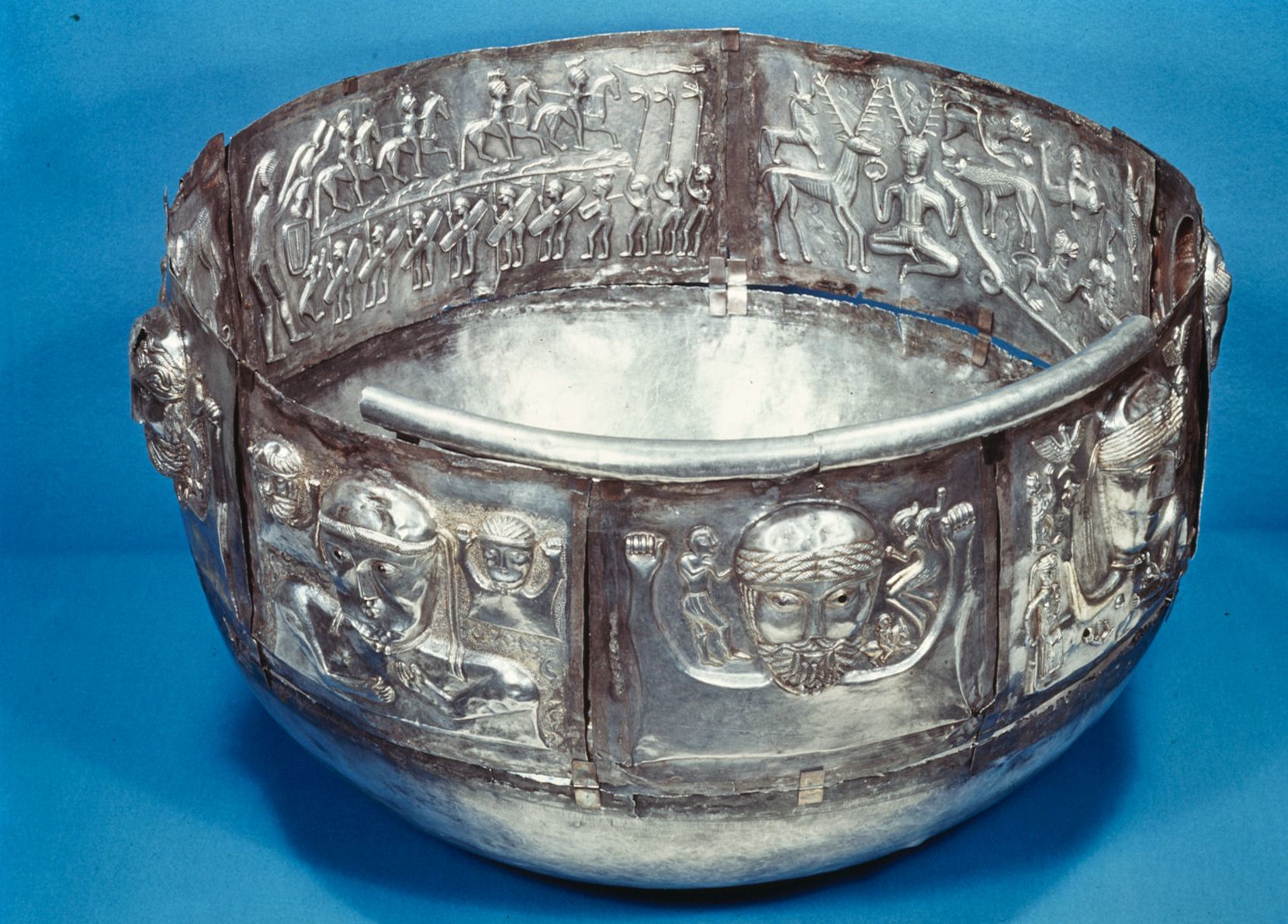
Kessel von Gundestrup in Treibtechnik, Latènezeit